# ریحان ویلیامز (اسکیت‌باز)
ریحان ویلیامز (انگلیسی: Basil Williams؛ ۱۱ مارس ۱۸۹۱ – ۱۹۵۱) اسکیت‌باز نمایشی و مدال‌آوران المپیک در اسکیت نمایشی اهل بریتانیا بود.